# Filiera (ragno)
La filiera è un organo specializzato di forma conica dei ragni atto a secernere la seta per la costruzione di ragnatele e molti altri usi.
Delle specie di ragni fossili finora rinvenute, le prime che mostrano chiaramente la struttura delle filiere risalgono al Devoniano.

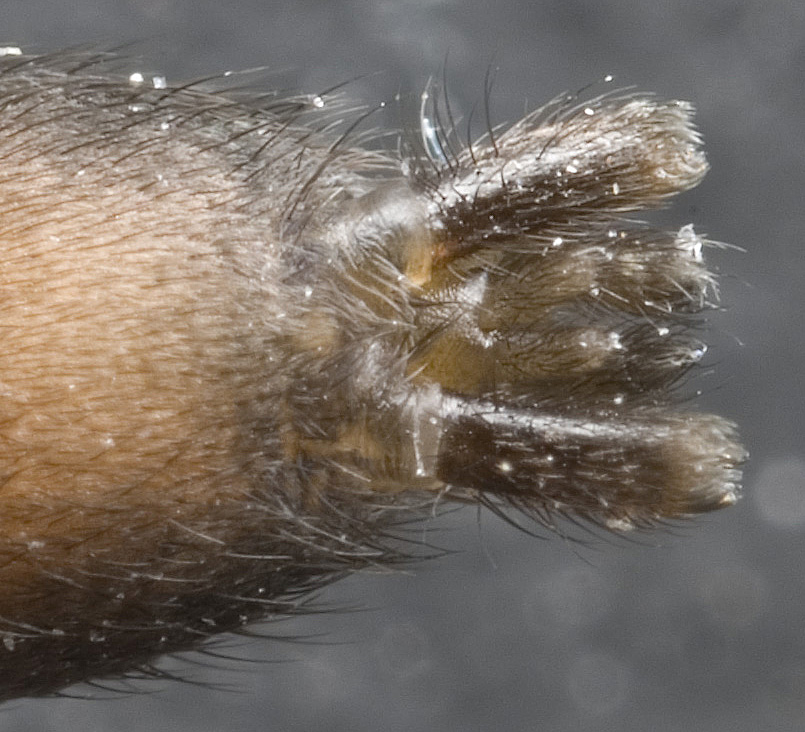
Particolare delle filiere di Herpyllus ecclesiasticus, ragno gnafosida; le più grandi, in primo piano, sono le filiere posteriori.

## Descrizione
Queste filiere sono il punto di uscita del secreto filamentoso di ghiandole della seta addominali che hanno questa esclusiva funzione, dette anche seritteri. Secreta dalla ghiandola, la seta, passa attraverso dei tubicini molto sottili detti fusuli o ugelli che fanno parte delle filiere vere e proprie.
All'aria la seta, finora liquida, solidifica in poco tempo, non prima però che il ragno abbia la possibilità di distenderla e lavorarla secondo i suoi scopi. Tutti i ragni, sia maschi che femmine, producono la seta attraverso le filiere.
In alcune famiglie di ragni più antiche e dai caratteri più primitivi è presente il cribellum, sorta di filiera costituita da circa 40.000 ugelli che secernono un solo tipo di seta, che viene poi sapientemente lavorata ed elaborata dal ragno per mezzo del calamistro, sorta di pettine presente sul metatarso del 4º paio di zampe.

## Struttura
Di norma nei ragni vi sono sei filiere, tutte molto mobili e articolate, e sono suddivise in tre paia dette filiere anteriori, mediane e posteriori procedendo dall'alto verso il basso nella parte terminale dell'opistosoma, ove sono poste. Il numero può variare a seconda dei generi e delle specie e, in alcuni casi, può essere utile per una identificazione tassonomica più certa.
Ogni ghiandola secerne un tipo di seta leggermente differente dalle altre, ma ogni filiera può avere diversi tipi di fusuli e quindi, autonomamente, secernere tipi di seta differenti.

## Notazione scientifica
Come si può notare nella foto, capovolgendo il ragno, sono immediatamente visibili le filiere posteriori laterali, di norma più grandi; al centro, molto più piccole si intravedono le filiere posteriori mediane e infine, più dietro, le filiere anteriori laterali.
Diverse famiglie di ragni hanno un differente rapporto di dimensionalità fra le filiere; negli articoli e studi scientifici del settore viene adoperata la seguente notazione al fine di distinguerle correttamente:
- ALS - filiere anteriori laterali
  - MAP - fusulo singolo della ghiandola della seta ampollacea maggiore (Glandulae ampullaceae major)
  - PI - gruppo di fusuli della ghiandola della seta piriforme (Glandulae pyriformes)
- PMS - filiere posteriori mediane
  - AC - gruppo di fusuli della ghiandola della seta aciniforme (Glandulae aciniformes)
  - CY - fusulo singolo della ghiandola della seta cilindrica (Glandulae tubuliformes)
  - mAP - fusulo della ghiandola della seta ampollacea maggiore (Glandulae ampullaceae minor)
  - PA - gruppo di fusuli della ghiandola della seta paracribellata (Glandulae coronatae)
- PLS - filiere posteriori laterali
  - AC - gruppo di fusuli della ghiandola della seta aciniforme (Glandulae aciniformes)
  - AG - fusulo singolo della ghiandola della seta aggregata (Glandula aggregata)
  - CY - fusulo singolo della ghiandola della seta cilindrica (Glandulae tubuliformes)
  - PF - fusulo singolo della ghiandola della seta pseudoflagelliforme (Glandulae coronatae)[3]

A titolo di esempio, nella seguente tabella, vengono riportate le dimensioni delle filiere di Sphodros rufipes, ragno della famiglia Atypidae:
| Filiere     | Maschio | Femmina |
| ----------- | ------- | ------- |
| ALS         | 0,55    | 0,90    |
| PMS         | 0,85    | 1,50    |
| PLS totale  | 2,25    | 5,10    |
| PLS basale  | 0,5     | 1,30    |
| PLS mediano | 0,75    | 1,30    |
| PLS apicale | 1,00    | 2,50    |

## Utilizzi della seta
Di norma la seta filata viene adoperata per la costruzione della ragnatela: in questo caso occorre distinguere un tipo di seta non appiccicoso che forma la struttura di base della tela e un altro tipo più attaccaticcio che compone le linee a spirale della tela stessa e che invischia le prede.
Alcune specie di ragni non costruiscono ragnatele per afferrare le prede e utilizzano la seta in altri modi: come involucri per lo sperma e per le uova fertilizzate, come corde di sicurezza nell'affidarsi alle correnti di vento, per costruire tane e ricoveri, e persino come paracadute dagli esemplari più giovani e più leggeri.